# Гратвайн-Штрасенгель
Гратвайн-Штрасенгель (нім. Gratwein-Straßengel) — торгова громада (ярмаркове містечко) в Австрії, у федеральній землі Штирія.
Входить до складу округу Грац-Умгебунг. Утворене в рамках муніципальної структурної реформи Штирії, починаючи з кінця 2014 року з об’єднанням колишніх муніципалітетів Гратвайн, Юдендорф-Штрассенгель, Айсбах і Гшнайдт. Злиття зробило населення ринкового міста шостим за чисельністю в Штирії. Населення становить 12770 осіб (на 1 січня 2023 року). Займає площу 86,32 км². 
Лежить біля північної околиці міста Грац, столиці Штирії.

## Муніципальний склад
Громада та містечко складається з 11 районів із загальною кількістю мешканців 12 770 (станом на 1 січня 2023 року):
- Айсбах (967)
- Гратвейн (3 579)
- Гшнайдт (313)
- Гергас (955)
- Хундсдорф (521)
- Юдендорф (1 645)
- Кер і Плеш (95)
- Кугельберг (309)
- Рейн (831)
- Ретц (746)
- Штрасенгель (2 809)